# La Atalaya (Barbastro)
La Atalaya fue un periódico español de información oficial que se publicó en la ciudad aragonesa de Barbastro en 1843.

## Historia
La Atalaya, para algunos primer periódico barbastrense y del Alto Aragón tras los boletines oficiales del obispado y los de la provincia, fue el boletín oficial de la Junta provisional de Gobierno del Alto Aragón que se constituyó formalmente el 1 de julio de 1843 en defensa de la Constitución de 1837 y de la reina Isabel II. La Junta tuvo su sede en Barbastro.
El primer número del boletín vio la luz el día 8 de ese mes y desapareció cuando la Junta se disolvió en septiembre del mismo año. Se desconoce cuántos números se publicaron.

## Publicación
El periódico se imprimió en Barbastro, en los talleres de Isidro España, tipógrafo que realizó diferentes encargos para la Junta de Gobierno.

## Suscripción
Los suscriptores de La Atalaya tuvieron que abonar 8 reales de vellón el primer mes de su publicación y 5 a partir del segundo. La mayoría de suscriptores residían en la ciudad del Vero pero también los hubo residentes en Monzón, Benabarre, Jaca, Boltaña y Tamarite de Litera.

## Localización de originales
No se conoce la existencia de originales conservados en instituciones públicas. La información sobre el periódico está contenida en diferentes documentos conservados en el Archivo Municipal de Barbastro así como en referencias en otros periódicos aragoneses de la época.